# 2012年ロンドンオリンピックのドイツ選手団
2012年ロンドンオリンピックのドイツ選手団（2012ねんロンドンオリンピックのドイツせんしゅだん）は、2012年7月27日から8月12日にかけてイギリスの首都ロンドンで開催された2012年ロンドンオリンピックのドイツ選手団、およびその競技結果。

## 概要
今大会は金メダル11個、銀メダル20個、銅メダル13個の合計44個のメダルを獲得した。

## メダル
| メダル | 選手名 | 競技         | 種目                       | 日付（現地） |
| ------ | --- | ------------ | -------------------------- | ------------ |
| 金     | ロバート・ハルティング | 陸上         | 男子円盤投                 | 8月07日      |
| 金     | カール・シュルツェ フィリップ・ベンデ ラウリッツ・ショーフ ティム・グローマン | ボート       | 男子クオドルプルスカル     | 8月03日      |
| 金     | フィリプ・アダムスキー アンドレアス・クフナー エリック・ヨハンセン マクシミリアン・ライネルト リヒャルト・シュミット ルーカス・ミューラー フロリアン・メニンゲン クリストフ・ビルケ マルティン・ザウアー | ボート       | 男子エイト                 | 8月01日      |
| 金     | マクシミリアン・ミュラー マルティン・ヘナー オスカー・ディーケ クリストファー・ベスリー モリツ・フリューステ トビアス・ホイケ ヤン＝フィリップ・ラベンテ ベンヤミン・ベス ティモ・ベス オリバー・コルン クリストファー・ツェラー マックス・バインホルト マティアス・ビッタウス フロリアン・フッフス フィリップ・ツェラー ティロ・シュタラルコフスキー | ホッケー     | 男子                       | 8月11日      |
| 金     | ユリウス・ブリンク ヨナス・レッカーマン | ビーチバレー | 男子                       | 8月09日      |
| 金     | クリスティーナ・フォーゲル ミーリアム・ヴェルテ | 自転車       | 女子チームスプリント       | 8月02日      |
| 金     | ミヒャエル・ユング | 馬術         | 総合馬術個人               | 7月31日      |
| 金     | ペーター・トムセン ディルク・シュラデ サンドラ・アウファルト ミヒャエル・ユング イングリッド・クリムケ | 馬術         | 総合馬術団体               | 7月31日      |
| 金     | セバスティアン・ブレンデル | カヌー       | 男子スプリントC-1 1000m    | 8月08日      |
| 金     | ペーター・クレッチマー クルト・クシェラ | カヌー       | 男子スプリントC-2 1000m    | 8月09日      |
| 金     | フランツィスカ・ウェーバー ティナ・ディッツェ | カヌー       | 女子スプリントK-2 500m     | 8月09日      |
| 銀     | ビョルン・オットー | 陸上         | 男子棒高跳                 | 8月10日      |
| 銀     | ダビド・シュトール | 陸上         | 男子砲丸投                 | 8月03日      |
| 銀     | ベティ・ハイドラー | 陸上         | 女子ハンマー投             | 8月10日      |
| 銀     | クリスティーナ・オーバークフォル | 陸上         | 女子やり投                 | 8月09日      |
| 銀     | リリ・シュワルツコプフ | 陸上         | 女子七種競技               | 8月04日      |
| 銀     | トーマス・ルルツ | 競泳         | 男子10kmマラソンスイミング | 8月09日      |
| 銀     | ユリア・リヒター カリナ・バエル アンネカトリン・ティエレ ブリッタ・オッペルト | ボート       | 女子クオドルプルスカル     | 8月01日      |
| 銀     | マゼル・ニューエン | 体操         | 男子個人総合               | 8月01日      |
| 銀     | マゼル・ニューエン | 体操         | 男子平行棒                 | 8月07日      |
| 銀     | ファビアン・ハンビューヘン | 体操         | 男子鉄棒                   | 8月07日      |
| 銀     | トニー・マルティン | 自転車       | 男子個人タイムトライアル   | 8月01日      |
| 銀     | ユーディト・アルント | 自転車       | 女子個人タイムトライアル   | 8月01日      |
| 銀     | マキシミリアン・レヴィ | 自転車       | 男子ケイリン               | 8月07日      |
| 銀     | ザビーネ・シュピッツ | 自転車       | 女子クロスカントリー       | 8月11日      |
| 銀     | ドロテ・シュナイダー クリスティナ・シュピーレ ヘレン・ランゲハネンベルク | 馬術         | 馬場馬術団体               | 8月07日      |
| 銀     | ブリッタ・ハイデマン | フェンシング | 女子エペ個人               | 7月30日      |
| 銀     | オーレ・ビショフ | 柔道         | 男子81kg級                 | 7月31日      |
| 銀     | ケルスティン・ティエレ | 柔道         | 女子70kg級                 | 8月01日      |
| 銀     | シデリス・タジアディス | カヌー       | 男子スラロームC-1          | 7月31日      |
| 銀     | カロリン・レオンハルト フランツィスカ・ウェーバー カトリン・ワグナー＝アウグスティン ティナ・ディッツェ | カヌー       | 女子スプリントK-4 500m     | 8月08日      |
| 銅     | ラファエル・ホルツデッペ | 陸上         | 男子棒高跳                 | 8月10日      |
| 銅     | リンダ・シュタール | 陸上         | 女子やり投                 | 8月09日      |
| 銅     | レネ・エンダース ローベルト・フェルステマン マキシミリアン・レヴィ | 自転車       | 男子チームスプリント       | 8月02日      |
| 銅     | ドミトリー・オフチャロフ | 卓球         | 男子シングルス             | 8月02日      |
| 銅     | ティモ・ボル ドミトリー・オフチャロフ バスティアン・シュテガー | 卓球         | 男子団体                   | 8月08日      |
| 銅     | サンドラ・アウファルト | 馬術         | 総合馬術個人               | 7月31日      |
| 銅     | セバスチャン・バハマン ペーター・ヨピッヒ ベンヤミン・クライブリンク アンドレ・ウェセルス | フェンシング | 男子フルーレ団体           | 8月05日      |
| 銅     | ディミトリ・ペータース | 柔道         | 男子100kg級                | 8月02日      |
| 銅     | アンドレアス・テルツァー | 柔道         | 男子100kg超級              | 8月03日      |
| 銅     | ハンネス・アイグナー | カヌー       | 男子スラロームK-1          | 8月01日      |
| 銅     | マックス・ホフ | カヌー       | 男子スプリントK-1 1000m    | 8月08日      |
| 銅     | マルティン・ホルスタイン アンドレアス・イヒレ | カヌー       | 男子スプリントK-2 1000m    | 8月08日      |
| 銅     | ヘレナ・フロム | テコンドー   | 女子67kg級                 | 8月10日      |